# Jacques Burger
Jacques Burger (nacido en Windhoek el 29 de julio de 1983) es un jugador de rugby namibio, que juega de flanker para la selección de rugby de Namibia y para Saracens en la Aviva Premiership inglesa.

## Carrera

### Clubes
Se unió a los Saracens en la temporada 2009-2010. Fue elegido "Jugador del año de los Saracens" en la temporada 2010-2011.

### Internacional
Su debut con la selección de Namibia se produjo en un partido contra Zambia en Nchingola el 14 de agosto de 2004. Participó copn el equipo en la Copa Mundial de Rugby de 2007 y en la de 2011, el Servicio de noticias de rugby de la IRB incluyó a Jacques Burger como uno de los cinco jugadores destacados del torneo.  
Seleccionado para la Copa del Mundo de Rugby de 2015, actuó como capitán de la selección y anotó dos ensayos en la derrota de su equipo frente a Tonga 35-21. Tras sufrir una conmoción en el partido contra Georgia, Burger anunció su retirada del rugby internacional.